# Finn Andersen
Finn „karrigan“ Andersen (* 14. April 1990) ist ein dänisch-deutscher E-Sportler, der bis 2012 in Counter-Strike 1.6 aktiv war und seit 2012 in Counter-Strike: Global Offensive Erfolge feiert.

## Karriere
Finn Andersen machte im Spiel Counter-Strike 1.6 bereits vor Erreichen der Volljährigkeit auf mehreren dänischen LAN-Veranstaltungen auf sich aufmerksam. Im November 2010 wurde der unter dem Nickname karrigan spielende Däne mit deutschen Wurzeln bei mousesports aufgenommen. Er nahm mit dem mousesports-Team an Turnieren in der Volksrepublik China oder Südkorea teil. So erreichte er mit seinem Team bei der vierten Saison der Intel Extreme Masters in Guangzhou den zweiten Platz. In der ESL Pro Series wurde er mit mousesports zwei Mal deutscher Meister. Beim Electronic Sports World Cup 2011 wurde karrigan zum besten Spieler gewählt. Von HLTV wurde Andersen auf Platz acht der besten CS-Spieler des Jahres 2011 platziert. Im Jahr 2012 wechselte karrigan zur britischen Organisation Fnatic. Mit diesem Team feierte der Däne 2012 auf DreamHack-Wettbewerben in Bukarest und Jönköping. Weitere nennenswerte erste Plätze mit fnatic erreichte er 2012 bei der schwedischen Meisterschaft, bei den Copenhagen Games oder bei der GameGune. Mit den Umstieg auf Counter-Strike: Global Offensive folgte für Andersen eine Zeit mit vielen Wechseln und wenig Erfolgen. Bei den ersten drei Major-Turnieren scheiterte der Däne mit den Teams n!faculty, Reason Gaming und Copenhagen Wolves in der Gruppenphase. Im Dezember 2014 wurde Andersen von Team Dignitas aufgenommen. Das Team erreichte einen dritten Platz beim CS:GO-Turnier der MLG X Games Aspen 2015, bevor es von Team SoloMid übernommen wurde. Seither erreichte karrigan mit TSM Turniersiege bei den Wettbewerben von FaceIT, CSGO Championship Series und Fragbite Masters. Nachdem Andersen sich gemeinsam mit seinem Team im Dezember 2015 von Team SoloMid getrennt hatten, gründeten sie im Januar 2016 die Organisation Astralis. Das Team erreichte das Halbfinale auf der MLG Columbus 2016 und das Viertelfinale auf der ESL One Cologne 2016.
Am 19. Oktober 2016 wechselte Andersen zu FaZe Clan. Seither war Andersen auf Turnieren von FACEIT, Star Ladder und Intel Extreme Masters erfolgreich. Im Januar 2018 erreichte Andersen mit FaZe das Finale des Eleague Major: Boston 2018. Nachdem er im Dezember 2018 von FaZe aus dem aktiven Lineup genommen worden war, wechselte er im März 2019 zu Mousesports. Im Februar 2021 gab er seine Rückkehr zu FaZe bekannt. Im Mai 2022 konnte er mit FaZe seinen ersten Major-Titel gewinnen und zwar beim PGL Major Antwerp 2022.

## Erfolge
Die folgende Tabelle zeigt die wichtigsten Erfolge von karrigan. Da die Counter-Strike in Fünferteams gespielt wird, entsprechen die dargestellten Preisgelder ein Fünftel des gewonnenen Gesamtpreisgeldes des jeweiligen Teams.
| Jahr                             | Platz          | Turnier                                                  | Team           | Persönliches Preisgeld |
| Counter-Strike                   | Counter-Strike | Counter-Strike                                           | Counter-Strike | Counter-Strike         |
| -------------------------------- | -------------- | -------------------------------------------------------- | -------------- | ---------------------- |
| 2007                             | 2.             | SLAP LIVE #13                                            | Ideal Gaming   | 04.000 DKK             |
| 2010                             | 1.             | DSRack LAN #3                                            | Full-Gaming    | 0800 €                 |
| 2010                             | 2.             | Komplett Gamer Challenge #2                              | Full-Gaming    | 010.000 DKK            |
| 2011                             | 1.             | EPS Germany: Summer 2011                                 | mousesports    | 02.000 €               |
| 2011                             | 2.             | GameGune 2011                                            | ESC Gaming     | 01.200 €               |
| 2011                             | 5. – 6.        | World e-Sports Games: e-Stars 2011                       | mousesports    | 1.200.000 ₩            |
| 2011                             | 2.             | IEM VI – Guangzhou                                       | mousesports    | 01.600 $               |
| 2011                             | 1.             | EPS Germany: Winter 2011                                 | mousesports    | 01.200 €               |
| 2012                             | 1.             | Copenhagen Games 2012                                    | fnatic         | 01.880 €               |
| 2012                             | 1.             | E-Sport SM 2012 Finals                                   | fnatic         | 014.000 SEK            |
| 2012                             | 1.             | DreamHack Summer 2012                                    | fnatic         | 010.000 SEK            |
| 2012                             | 1.             | GameGune 2012                                            | fnatic         | 02.400 €               |
| 2012                             | 1.             | ProGamerSeries 2012                                      | fnatic         | 01.800 €               |
| 2012                             | 1.             | DreamHack Bucharest 2012                                 | fnatic         | 01.000 €               |
| Counter Strike: Global Offensive |                |                                                          |                |                        |
| 2013                             | 1.             | EPS Germany: Summer 2013                                 | Playing Ducks  | 01.000 €               |
| 2015                             | 3.             | MLG X Games Aspen CS:GO 2015                             | Team Dignitas  | 01.500 $               |
| 2015                             | 1.             | 99damage Masters I                                       | Team SoloMid   | 01.000 $               |
| 2015                             | 5. – 8.        | ESL One Katowice 2015                                    | Team SoloMid   | 02.000 $               |
| 2015                             | 3.             | SLTV StarSeries Season XII                               | Team SoloMid   | 01.000 $               |
| 2015                             | 2.             | Copenhagen Games 2015                                    | Team SoloMid   | 01.200 €               |
| 2015                             | 1.             | CCS Finals Season 1                                      | Team SoloMid   | 08.000 $               |
| 2015                             | 1.             | FaceIT League 2015 Stage 1                               | Team SoloMid   | nicht bekannt          |
| 2015                             | 1.             | Alienware Area 51 Cup #2                                 | Team SoloMid   | 01.400 $               |
| 2015                             | 1.             | Fragbite Masters Season 4                                | Team SoloMid   | 045.000 SEK            |
| 2015                             | 3.             | ESL ESEA Pro League Season 1 EU Division                 | Team SoloMid   | 03.000 $               |
| 2015                             | 1.             | FaceIT League 2015 Stage 2                               | Team SoloMid   | 08.000 $               |
| 2015                             | 2.             | IEM X – gamescom                                         | Team SoloMid   | 03.100 $               |
| 2015                             | 1.             | Game Show CS:GO League Season 2                          | Team SoloMid   | 03.200 $               |
| 2015                             | 3. – 4.        | ESL One Cologne 2015                                     | Team SoloMid   | 04.400 $               |
| 2015                             | 2.             | ESL ESEA Pro League Dubai Invitational 2015              | Team SoloMid   | 012.000 $              |
| 2015                             | 1.             | Counter Pit League                                       | Team SoloMid   | 04.750 $               |
| 2015                             | 1.             | PGL CS:GO Season 1 – Finals                              | Team SoloMid   | 08.000 $               |
| 2015                             | 5. – 8.        | DreamHack Cluj-Napoca 2015                               | Team SoloMid   | 02.000 $               |
| 2015                             | 1.             | ESL ESEA Pro League Season 2 EU Division                 | Team SoloMid   | 03.600 $               |
| 2015                             | 2.             | IEM X – San Jose                                         | Team SoloMid   | 04.500 $               |
| 2015                             | 3. – 4.        | FaceIT League 2015 Stage 3 auf der DreamHack Winter 2015 | Team SoloMid   | 05.000 $               |
| 2015                             | 3. – 4.        | ESL ESEA Pro League Season 2 Finals                      | Question Mark  | 05.000 $               |
| 2016                             | 1.             | Red Dot Invitational                                     | Question Mark  | 05.000 $               |
| 2016                             | 3. – 4.        | DreamHack Zowie Open Leipzig 2016                        | Astralis       | 02.000 $               |
| 2016                             | 3.             | Game Show Global eSports Cup Season 1                    | Astralis       | 06.000 $               |
| 2016                             | 2.             | ESL Expo Barcelona CS:GO Invitational                    | Astralis       | 03.200 €               |
| 2016                             | 3. – 4.        | IEM X – World Championship                               | Astralis       | 05.000 $               |
| 2016                             | 2.             | Counter Pit League Season 2                              | Astralis       | 03.840 $               |
| 2016                             | 3. – 4.        | MLG Major Championship: Columbus 2016                    | Astralis       | 014.000 $              |
| 2016                             | 3. – 4.        | DreamHack Summer 2016                                    | Astralis       | 02.000 $               |
| 2016                             | 5. – 8.        | ESL One Cologne 2016                                     | Astralis       | 07.000 $               |
| 2016                             | 5. – 8.        | Eleague Season 1                                         | Astralis       | 010.000 $              |
| 2016                             | 5. – 8.        | Star Ladder i-League StarSeries Season 2                 | Astralis       | 02.000 $               |
| 2016                             | 3. – 4.        | iBUYPOWER Masters 2016                                   | FaZe Clan      | 02.500 $               |
| 2016                             | 3. – 4.        | IEM XI – Oakland                                         | FaZe Clan      | 06.000 $               |
| 2016                             | 3. – 4.        | Eleague Season 2                                         | FaZe Clan      | 012.000 $              |
| 2016                             | 5. – 6.        | Esports Championship Series Season 2 – Finals            | FaZe Clan      | 09.000 $               |
| 2017                             | 5. – 8.        | Eleague Major: Atlanta 2017                              | FaZe Clan      | 07.000 $               |
| 2017                             | 2.             | IEM XI – World Championship                              | FaZe Clan      | 08.800 $               |
| 2017                             | 1.             | Star Ladder i-League Invitational – Season 3             | FaZe Clan      | 025.000 $              |
| 2017                             | 2.             | IEM XII – Sydney                                         | FaZe Clan      | 08.000 $               |
| 2017                             | 2.             | Esports Championship Series Season 3 – Finals            | FaZe Clan      | 024.000 $              |
| 2017                             | 3. – 4.        | ESL One Cologne 2017                                     | FaZe Clan      | 04.000 $               |
| 2017                             | 1.             | ESL One New York 2017                                    | FaZe Clan      | 025.000 $              |
| 2017                             | 1.             | Eleague Premier 2017                                     | FaZe Clan      | 0100.000 $             |
| 2017                             | 2.             | IEM XII – Oakland                                        | FaZe Clan      | 010.800 $              |
| 2017                             | 3.             | BLAST Pro Series: Copenhagen 2017                        | FaZe Clan      | 05.000 $               |
| 2017                             | 1.             | BLAST Pro Standoff: Copenhagen 2017                      | FaZe Clan      | 04.000 $               |
| 2017                             | 2.             | ESL Pro League Season 6 – Finals                         | FaZe Clan      | 020.000 $              |
| 2017                             | 1.             | Esports Championship Series Season 4 – Finals            | FaZe Clan      | 050.000 $              |
| 2018                             | 2.             | Eleague Major: Boston 2018                               | FaZe Clan      | 030.000 $              |
| 2018                             | 2.             | IEM XII – Katowice: World Championship                   | FaZe Clan      | 020.400 $              |
| 2019                             | 1.             | CS:GO Asia Championships 2019                            | mousesports    | 050.000 $              |
| 2019                             | 1.             | ESL Pro League Season 10: Finals                         | mousesports    | 050.000 $              |
| 2019                             | 1.             | cs_summit 5                                              | mousesports    | 012.300 $              |
| 2019                             | 2.             | Epicenter 2019                                           | mousesports    | 024.000 $              |
| 2020                             | 1.             | ICE Challenge 2020                                       | mousesports    | 025.000 $              |
| 2020                             | 2.             | ESL Pro League Season 11: Europe                         | mousesports    | 013.000 $              |
| 2020                             | 2.             | DreamHack Masters Winter 2020: Europe                    | mousesports    | 06.000 $               |
| 2021                             | 3. – 4.        | cs_summit 7                                              | mousesports    | 04.500 $               |
| 2021                             | 3. – 4.        | IEM Cologne 2021                                         | FaZe Clan      | 016.000 $              |
| 2022                             | 1.             | IEM Katowice 2022                                        | FaZe Clan      | 066.667 $              |
| 2022                             | 1.             | ESL Pro League Season 15                                 | FaZe Clan      | 038.000 $              |
| 2022                             | 1.             | PGL Major Antwerp 2022                                   | FaZe Clan      | 0100.000 $             |
| 2022                             | 2.             | Roobet Cup                                               | FaZe Clan      | 010.000 $              |
| 2022                             | 1.             | IEM Cologne 2022                                         | FaZe Clan      | 080.000 $              |
| 2022                             | 2.             | Blast Premier: Fall Finals 2022                          | FaZe Clan      | 017.000 $              |
| 2022                             | 3. – 4.        | Blast Premier: World Final 2022                          | FaZe Clan      | 017.000 $              |
| 2023                             | 1.             | ESL Pro League Season 17                                 | FaZe Clan      | 040.000 $              |
| 2023                             | 3. – 4.        | Intel Extreme Masters Dallas 2023                        | FaZe Clan      | 04.000 $               |
| Counter-Strike 2                 |                |                                                          |                |                        |
| 2023                             | 1.             | Intel Extreme Masters Sydney 2023                        | FaZe Clan      | 020.000 $              |
| 2023                             | 1.             | Thunderpick World Championship 2023                      | FaZe Clan      | 050.000 $              |
| 2023                             | 1.             | CS Asia Championships 2023                               | FaZe Clan      | 050.000 $              |
| 2023                             | 2.             | Blast Premier: Fall Final 2023                           | FaZe Clan      | 017.000 $              |
| 2023                             | 2.             | Blast Premier: World Final 2023                          | FaZe Clan      | 050.000 $              |
| 2024                             | 2.             | Intel Extreme Masters Katowice 2024                      | FaZe Clan      | 036.000 $              |
| 2024                             | 2.             | PGL Major: Kopenhagen 2024                               | FaZe Clan      | 034.000 $              |
| 2024                             | 1.             | Intel Extreme Masters Chengdu 2024                       | FaZe Clan      | 020.000 $              |
| 2024                             | 3. – 4.        | Blast Premier: Fall Final 2024                           | FaZe Clan      | 08.000 $               |
| 2024                             | 2.             | Perfect World Major: Shanghai 2024                       | FaZe Clan      | 034.000 $              |
| 2025                             | 3.             | PGL Bucharest 2025                                       | FaZe Clan      | 015.000 $              |

## Persönliches
Finn Andersen besitzt durch seine Mutter ebenfalls die deutsche Staatsbürgerschaft.
2015 schloss er sein duales Masterstudium in Betriebswirtschaft und Wirtschaftsprüfung an der Business School in Kopenhagen ab. Im August 2022 heiratete er seine langjährige Freundin.